# Quasispermophorella neuropunctata
Quasispermophorella neuropunctata is een insect uit de familie van de Berothidae, die tot de orde netvleugeligen (Neuroptera) behoort. 
Quasispermophorella neuropunctata is voor het eerst wetenschappelijk beschreven door Esben-Petersen in 1917.